# Bitzen (Much)
Bitzen ist ein Ortsteil der Gemeinde Much im Rhein-Sieg-Kreis. Bitze war die Bezeichnung für eine dörfliche Streuobstwiese.

## Lage
Bitzen liegt auf den Hängen des Bergischen Landes zwischen Eschbachtal und Bundesstraße 56. Nachbarorte sind Pillenhof im Nordosten und Huven im Südwesten.

## Geschichte
Bitzen wurde 1428 erstmals urkundlich erwähnt mit dem Abgabepflichtigen Henke van Bez aus Muche im Lant Blankenberg.
1895 wohnen in Bitzen 31 Einwohner.
1901 hatte der Weiler auch 31 Einwohnern. Verzeichnet waren die Haushalte Hausierer Peter Hoffmann, Steinbruchbesitzer Johann Peter Knipp, Ackerer Johann Pütz und Stellmacher Josef Schmidt.